# Samuel Benoni Siegfried
Samuel Benoni Siegfried (* 26. September 1848 in Niederwil, Kanton Aargau; † 16. März 1905 in Zofingen) war ein Schweizer Apotheker und Unternehmer.

## Leben und Werk
Siegfried war der zweite Sohn des Pfarrers Samuel Albrecht und der Sophie Susanne Marie, geborene Ringier. Sein Grossvater war der Arzt, Chirurg und Apotheker Victor Abraham Ringier (1802–1880). Dieser besass eine Apotheke in Zofingen.
Siegfried absolvierte in Basel und Bern eine Apothekerlehre und arbeitete anschliessend als Apothekergehilfe in Schwarzenberg sowie in Dresden und Bremerhaven. Wieder in der Schweiz, studierte Siegfried zwei Jahre an der Universität Zürich Pharmazie und schloss 1870 mit dem aargauischen Staatsexamen als Apotheker ab. Pachtweise übernahm er die grossväterliche Apotheke in Zofingen und betrieb diese bis 1880. Siegfried heiratete 1871 Mathilda Gertrud, geborene Schmitter. Sie war die Tochter des Apothekerlehrers Johann Georg.
Zusammen mit seinem Schwager und Teilhaber Wilhelm Johann Dürselen gründete Siegfried 1873 die chemische Fabrik Siegfried & Dürselen, Fabrik chemisch-pharmazeutischer Präparate. Als 1875 Dürselen ausschied, wurde die Firma in die Einzelfirma Siegfried überführt, welche heute als Siegfried Holding ein im Bereich Biowissenschaften tätiger Konzern ist. Ab 1903 führte das Unternehmen seine Söhne Kurt Siegfried als wissenschaftlichen und Paul Albrecht Siegfried (1880–1953) als kaufmännischen Leiter. Diese wandelten die Firma 1904 in eine Aktiengesellschaft um. Siegfried war Mitglied in verschiedenen Fachkommissionen, so u. a. in der Eidgenössischen Pharmakopöe-Kommission.